# Vlădiceasca (okręg Călărași)
Vlădiceasca – wieś w Rumunii, w okręgu Călărași, w gminie Valea Argovei. W 2011 roku liczyła 316 mieszkańców.